# Francesco Paternò Castello
Francesco Paternò Castello San Martino, duca di Carcaci (Catania, 15 agosto 1786 – Catania, 8 aprile 1854), è stato un nobile, politico e filantropo italiano.

## Biografia
Nacque a Catania il 15 agosto 1786 da Mario Giuseppe, IV duca di Carcaci, e dalla nobildonna Maria San Martino Paternò dei principi del Pardo. Visse un'infanzia ed un'adolescenza in assoluta agiatezza economica, ma al contempo maturò un forte sentimento cristiano altruista e caritatevole a favore dei più deboli.
Amico di Friederich Münter, fu membro della Massoneria, figura su di una lista di membri dell'aristocratica loggia napoletana della Vittoria del 27 agosto 1782, col grado di Maestro. 
Alla morte del nonno Giuseppe Vincenzo Paternò Castello Rizzari, III duca di Carcaci, avvenuta nel 1817, Francesco si occupò in prima persona dell'amministrazione del Conservatorio della Concezione di Catania, fondato dal suo avo nel 1796 per ospitare e mantenere le proiette e le orfanelle della città. L'attività benefica del Paternò Castello si indirizzò anche verso le altre opere pie della città etnea, come la Casa del Santo Bambino e il Reclusorio del Lume. Erogò notevoli somme di denaro per la ricostruzione della Chiesa di Sant'Agata la Vetere, distrutta dal terremoto del 1818.
Nel 1821, il decurionato di Catania gli affidò la carica di sindaco della città, che tenne per appena un mese; tale carica gli venne offerta anche nel 1837, ma il Paternò Castello rifiutò. Nel 1824, fu tra i fondatori dell'Accademia Gioenia per le scienze naturali, di cui fu nominato primo direttore due anni più tardi, e che rese accessibile al pubblico nel 1828. Gentiluomo di Camera del Re, nel 1838 morì il nipote Mario Paternò Castello Scammacca, VI duca di Carcaci, e succedette a questi nei titoli. In quanto Duca di Carcaci, nel 1848-49 fece parte del senato del Regno di Sicilia indipendente sorto a seguito della rivoluzione scoppiata nell'isola contro i Borbone.
Nel 1848, fondò a Catania l'Albergo dei poveri accattoni di ambo i sessi, che si occupava di dare assistenza e ospitalità nei confronti dei poveri e malati che vivevano di accattonaggio. Nel 1850 rifiutò le cariche di intendente della Provincia di Catania e di consultore di Stato in Sicilia, offertegli dal Re delle Due Sicilie, per dedicarsi unicamente alle sue attività filantropiche, che svolse fino alla sua morte. 
Morto celibe e senza eredi l'8 aprile 1854, quando era ancora in vita il Duca di Carcaci assegnò per disposizione testamentaria notevoli rendite al Conservatorio della Concezione e all'Albergo dei poveri (che nei decenni successivi diverrà l'Ospedale Garibaldi), rispettivamente per 720 e 360 ducati all'anno.

## Opere
Francesco Paternò Castello nel 1841 diede alle stampe il volume Descrizione di Catania e delle cose notevoli nei dintorni di essa. Scrisse anche i saggi Progetto di legge d'amministrazione civile per la Sicilia, Cenno su i doveri de' padri di famiglia nell'educazione dei figli, e Cenno sulla residenza degli Ebrei in Sicilia, che non furono mai pubblicati.